# Wyoming Cowboys és Cowgirls
A Wyoming Cowboys és Cowgirls a Wyomingi Egyetem sportegyesülete az Amerikai Egyesült Államok Wyoming államának Laramie városában, amelynek 17 verseny- és három klubcsapata van. A Mountain West Conference tagjaként a National Collegiate Athletic Association I-es divíziójában (az úszók a Western Athletic Conference tagjaként a Big 12 Conference-ben) versenyeznek.
Atlétikai igazgatójuk 2006. október 9-étől Tom Burman.

## Becenevük
1891-ben egy cheyenne-i csapat elleni mérkőzésen egy játékos azt mondta „hé, nézzétek azt a cowboyt!” Azóta a csapatot így nevezik.

## Kabaláik
Az 1917-ben megalkotott és 2002-ben átalakított kabala Pisztolyos Pete, egy cowboyjelmezbe öltöző hallgató; emellett az amerikaifutball-mérkőzéseken Joe, a póni is feltűnik. A kabala feladata a szurkolók szórakoztatása; a mérkőzéseken az iskolai dalt (Ragtime Cowboy Joe) és a csapatindulót (Fight, Wyoming, Fight) éneklik. A férfi csapatokat Cowboysnak, a nőieket Cowgirlsnek nevezik; emellett a Cowpokes rövidítéseként mindkét nemre hivatkoznak Pokesként is.

## Sportágak

### Versenysportok
| Férfiak                    | Nők                        |
| -------------------------- | -------------------------- |
| Kosárlabda                 | Kosárlabda                 |
| Terepfutás                 | Terepfutás                 |
| Amerikai futball           | Golf                       |
| Golf                       | Labdarúgás                 |
| Úszás-merülés              | Úszás-merülés              |
| Atlétika (kül- és beltéri) | Tenisz                     |
| Birkózás                   | Atlétika (kül- és beltéri) |
|                            | Röplabda                   |

## Bajnokságok
Az egyesület három NCAA-csapatbajnokságot nyert.
- Férfiak:
  - Kosárlabda (1943)
  - Síelés (1968)
- Vegyes:
  - Síelés (1985)